# Lubuk Enau
Lubuk Enau is een bestuurslaag in het regentschap Muara Enim van de provincie Zuid-Sumatra, Indonesië. Lubuk Enau telt 770 inwoners (volkstelling 2010).